# M6 Fargo
De 37 mm Gun Motor Carriage M6 (bijnaam: "M6 Fargo) was een Amerikaans Antitankvoertuig uit de Tweede Wereldoorlog. De M6 Fargo is een variant van de Dodge WC, een serie van lichte militaire voertuigen geproduceerd door Dodge in die jaren.

## Gebruik
Doordat het Amerikaanse leger vond dat er te weinig op tanks kon worden 'gejaagd' werd de opdracht gegeven om een antitankvoertuig te ontwikkelen. Nadat de M6 Fargo was goedgekeurd werden er 5380 exemplaren van gebouwd, begin 1942. De M6 Fargo werd voornamelijk gebruikt door het 601e en het 701e tankjager bataljon en werd ingezet in de strijd in Tunesië. Hier werd het voertuig niet erg gewaardeerd, het had nauwelijks bepantsering en het kanon was erg ineffectief tegen de Duitse tanks. Ook later, tijdens de strijd in de Stille Oceaan werd de M6 nauwelijks ingezet. In september 1943 werd de productie gestopt, er waren inmiddels betere antitankvoertuigen ontwikkeld. In januari 1945 verdween de M6 Fargo helemaal van het strijdtoneel.